# Бадер, Йозеф (историк)
Йо́зеф Ба́дер (нем. Joseph Bader; 24 февраля 1805 — 7 февраля 1883) — немецкий историк великого герцогства Баден.

## Биография

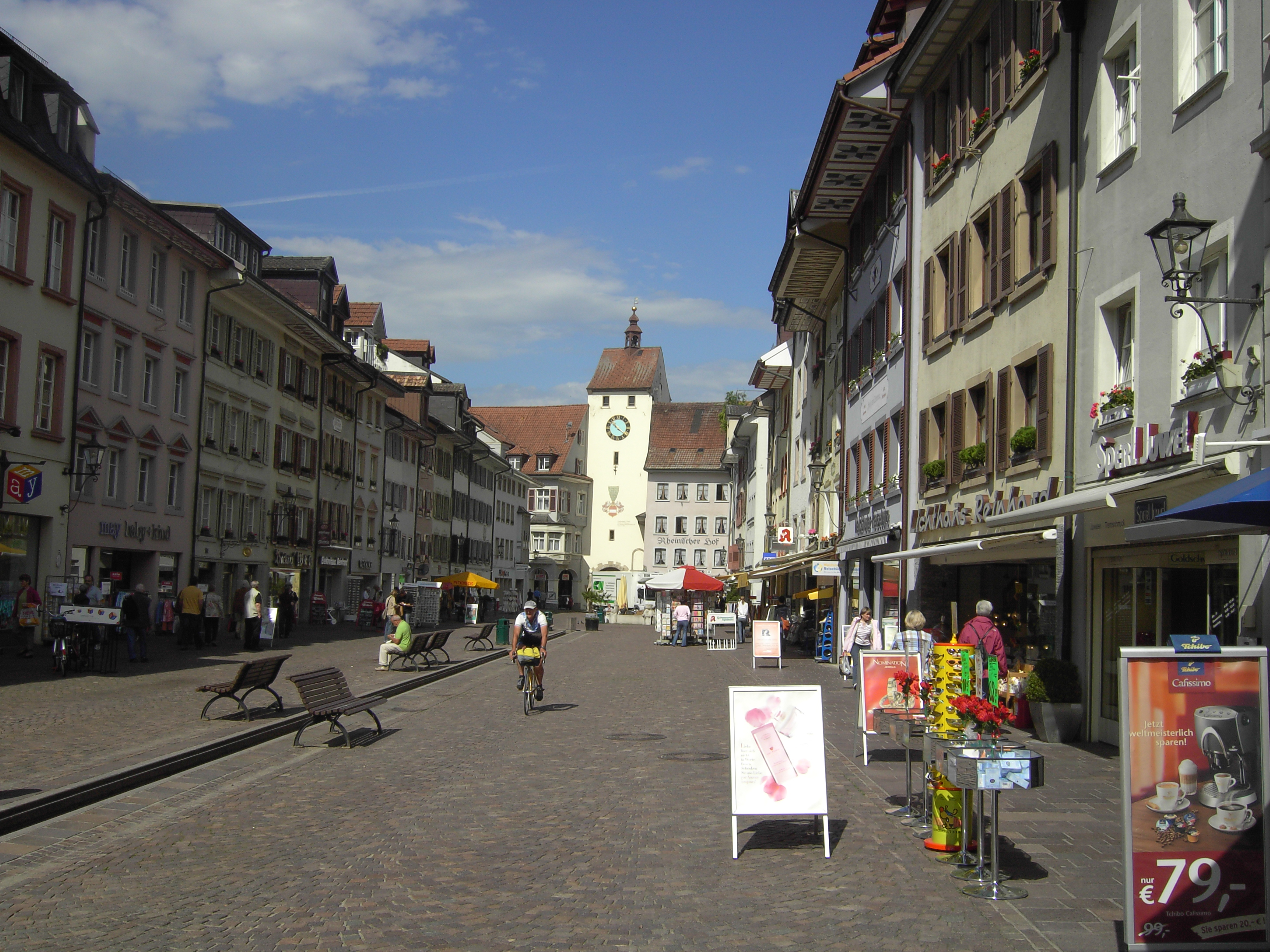
Родной город Иосифа Бадера, Вальдсхут-Тинген

Йозеф Бадер родился 24 февраля 1805 года в баденском замке Тинген (ныне — в составе города Вальдсхут-Тинген). Учился в гимназии Фрайбурга, в 1822 году поступил в тамошний университет, где изучал философию, богословие, право и историю. Когда вспыхнула июльская революция во Франции, Бадер принял деятельное участие в студенческом движении, стал издавать газету «Der Schwarzwälder». За свою речь в окрестностях Фрайбурга, куда стекаются богомольцы на поклонение святой Оттилии, он был на два года исключён из университета.
После исключения из университета он занялся изучением истории и уже в 1834 году выпустил своё первое сочинение — «Badische Landesgeschichte». В 1852 году Бадер получил место при Главном государственном архиве в Карлсруэ, где проработал до 1872 года.
Йозеф Бадер умер 7 февраля 1883 года, в возрасте 77 лет во Фрайбурге.

## Работы
- Badische Landesgeschichte. — В 2-х тт. — 1834—1836.
- Badenia / журнал, выходил сначала в Карлсруэ, после в Хайдельберге. — 1839—1864.
- Hertha. Erzählungen und Gemälde aus der Vorzeit. / дополнение к сочинениям Паля. — Фрайбург, 1841.
- Das malerische und romantische Baden. — В 3-х тт. — Карлсруэ, 1843—1845.
- Die ehemaligen breisgauischen Staude. — Карлсруэ, 1846.
- Meine Fahrten und Wanderungen im Heunatlande. — 2 серии очерков. — Фрайбург, 1855—1856.
- Das grosshezogthum Baden, histonsch-geographisch-statistisch-topographisch beschrieben. / дополнения к труду Гейниша. — Хайдельберг, 1855—1857.
- Badische Landesgeschichte fur Jung und Alt. — Фрайбург, 1864.
- Das ehemalige Kloster St. Biasien auf dem Schwarzwald uud seine Gelehrtenakademie. — Фрайбург, 1874.